# ثورفالد أندرياس لارسن
ثورفالد أندرياس لارسن هو محامي وسياسي نرويجي، ولد في 27 سبتمبر 1863، وتوفي في 16 يناير 1936. نشط حزبياً في Coalition Party (Norway) ‏. وقد انتخب County Governor of Rogaland ‏ (1910 – 1932) وانتخب نائب عضو برلمان النرويج ‏ عن دائرة  خلال فترته النيابية ‏ (1906 – 1909).